# Talsperre Lake Darling
Die Talsperre Lake Darling (englisch Lake Darling Dam) befindet sich im Ward County im US-Bundesstaat North Dakota. Sie staut den Souris River zu einem Stausee auf. Die Stadt Minot befindet sich ca. 30 km südöstlich der Talsperre; die Minot Air Force Base liegt ca. 10 km östlich.
Der Staudamm wurde von 1935 bis 1936 errichtet.

## Absperrbauwerk
Das Absperrbauwerk ist ein Erdschüttdamm. Die Wehranlage besteht aus fünf Toren.

## Stausee
Das normale Stauziel beträgt 486 m (1594,7 ft); maximal sind 488 m (1601 ft) zulässig. Beim normalen Stauziel erstreckt sich der Stausee über eine Fläche von rund 38,8 km² (9600 acres). Der Stausee ist Bestandteil des Naturschutzgebietes Upper Souris National Wildlife Refuge, das sich über 56 km (35 miles) entlang des Flusses erstreckt.
Im Juni 2011 kam es entlang des Souris River zu schweren Überschwemmungen. Der Abfluss des Souris River an der Talsperre Lake Darling lag am 25. Juni 2011 bei  735 m³/s (26.000 cft/s).